# 陳思相
陳思相，后改名陳思霖，雲南省楚雄府楚雄縣人，清朝政治人物、進士出身。
光緒二年（1876年），參加丙子恩科會試，得貢士第235名。殿試登進士2甲第107名。同年五月（6月3日），改庶吉士。后授翰林院编修。